# Walter J. Zielniok
Walter J. Zielniok (* 2. Juni 1930 in Kattowitz; † 22. Juni 2012 in Bergheim) war ein deutscher Pädagoge, der vor allem in der Behindertenpädagogik tätig war. Er war Gründer der africa action / Deutschland, ihr langjähriger Vorsitzender und Mitbegründer ihrer Stiftung.

## Leben
Walter J. Zielniok lebte ab 1937 in Bad Salzbrunn und ab 1946 in Schöppenstedt. Er besuchte ab 1947 das Internat für Heimatvertriebene in Recklinghausen. 1952 begann er ein Studium an der Pädagogischen Hochschule in Essen-Kupferdreh. Er arbeitete ab 1955 als Lehrer in Morken-Harff, Habbelrath und Türnich. Von 1966 bis 1980 war er Gründer und Rektor der Sonderschule der Stadt Bergheim in Niederaußem. Von 1980 bis 1997 wirkte er als Dozent am Institut für Lehrerfortbildung in Essen.
1978 gründete er zusammen mit Gerhard Zimmer und Ulrich Weiß den Trägerverein für das „Zentrum für Pädagogische Frühförderung und Beratung Erftkreis“ (heute „Caritas Frühförderzentrum Rhein-Erft“).
Im Jahr 1981 erschien unter der Schriftleitung von Zielniok zum ersten Mal die von Rudolf C. Zelfel herausgegebene Zeitschrift Lernen fördern. Diese ersetzte den Informationsdienst lernbehindert der 1970er Jahre und trägt bis heute wesentlich zu Information, Austausch und Vernetzung im „Lernen fördern - Bundesverband zur Förderung von Menschen mit Lernbehinderungen“ bei, in dem sich Zielniok jahrzehntelang engagierte und bis zu seinem Tod in Kontakt stand. 
1983 gründete Zielniok eine Hilfsorganisation für Afrika, zunächst unter dem Namen Ghana Action für ein Projekt in Ghana, die 1986 als gemeinnütziger Verein in Bergheim eingetragen wurde. 2002 war er Mitbegründer einer  Stiftung „Weiter Sehen“ zur Ausbildung einheimischer Fachkräfte, zusammen mit Jürgen Rüttgers, Willy Trapp und Christoph Binger. 2003 erhielt der Verein den Namen africa action, Zielniok wurde sein Ehrenvorsitzender. Anlässlich der Feiern zum 25-jährigen Jubiläum sprach er in einem Interview vom Reichtum Afrikas und trat Vorurteilen entgegen.
Schon in seiner Schulzeit in Recklinghausen war Walter J. Zielniok aktiver Pfadfinder. Als junger Lehrer in Morken-Harff gründete er den DPSG-Stamm Kaster. 1961 wurde er vom Schuldienst beurlaubt und übte die hauptamtliche Tätigkeit als Bundesmeister Roverschaft im Bundesvorstand der Deutschen Pfadfinderschaft Sankt Georg aus.
Walter J. Zielniok wurde 1997 das Bundesverdienstkreuz 1. Klasse verliehen.
Er starb am 22. Juni 2012 in Bergheim.

## Schriften
- Wir brauchen erwachsene Führungskräfte. Georgs-Verlag, Düsseldorf 1966.
- mit Karl-Josef Kluge (Hrsg.): Alle Behinderten, unsere Partner. Schindele, Neuburgweier/Karlsruhe 1970.
- mit Franz Hopfenzitz: Jugendarbeit mit Behinderten. Georgs-Verlag, Düsseldorf 1974.
- mit Dorothea Schmidt-Timme: Gestaltete Freizeit mit geistig Behinderten. Schindele, Rheinstetten 1977, ISBN 3-88070-268-3.
- Anstösse zur Selbständigkeit. Lambertus, Freiburg im Breisgau 1977, ISBN 3-7841-0134-8.
- (Hrsg.): Berufsvorbereitung mit Lernbehinderten. Schwann, Düsseldorf 1981, ISBN 3-590-14585-4.